# Lafystius frameae
Lafystius frameae är en kräftdjursart som beskrevs av Edward Lloyd Bousfield 1987. Lafystius frameae ingår i släktet Lafystius och familjen Lafystiidae. Inga underarter finns listade i Catalogue of Life.